# Dalmar Abuzeid
Dalmar Abuzeid (Toronto, 23 ottobre 1990) è un attore canadese.
Diventato famoso da adolescente grazie al ruolo di Danny Van Zandt nella serie TV Degrassi: The Next Generation, ha successivamente lavorato in molte altre produzioni, ottenendo una forte attenzione mediatica per la serie Netflix Chiamatemi Anna.

## Biografia e carriera
Dopo aver debuttato nel 2003, Abuzeid riesce a conquistare la fama nel 2004 grazie al ruolo di Danny Van Zandt nella serie TV Degrassi: The Next Generation, interpretandolo in 91 episodi della serie nonché nelle opere derivate Degrassi: Minis, Degrassi Goes Hollywood e Degrassi Takes Manhattan. Abuzeid entra inoltre a far parte di una band chiamata Soundspeed e composta da soli membri del cast di Degrassi: The Next Generation, con cui pubblica un EP nel 2010. Dal 2009 interpreta il ruolo di protagonista nella serie Majority Rules!, per poi dedicarsi successivamente a vari ruoli minori o apparizioni in singoli episodi di altre serie TV. Nel 2014 debutta al cinema nel film Pompei, a cui seguono partecipazioni a vari film indipendenti e cortometraggi. Continua nel frattempo a interpretare personaggi ricorrenti in varie serie TV. Nel 2018 entra a far parte del cast della serie TV Netflix Chiamatemi Anna, diventando l'unico attore nero ad aver fatto parte del cast principale della serie. Tale esperienza gli vale la vittoria di due premi: un Canadian Screen Award per la miglior performance di un attore non protagonista in una serie drammatica e un ACTRA Award. Nel 2020 entra a far parte del cast del film horror Come Play.

## Filmografia

### Cinema
- Pompei, regia di Paul W. S. Anderson (2014)
- Ashes, regia di Dan Slater (2017)
- Goalie, regia di Adriana Maggs (2019)
- Come Play, regia di Jacob Chase (2020)

### Televisione
- Una nuova vita per Zoe – Serie TV, 1 episodio (2003)
- Degrassi: The Next Generation – Serie TV, 91 episodi (2004-2010)
- Degrassi: Minis – Serie TV, 17 episodi (2006-2009)
- Degrassi Goes Hollywood – Film TV, regia di Stephen Brogren (2009)
- Majority Rules! – Serie TV, 24 episodi (2009-2011)
- Degrassi Takes Manhattan – Film TV, regia di Stefan Brogren (2010)
- Flashpoint – Serie TV, 1 episodio (2011)
- I misteri di Murdoch – Serie TV, 1 episodio (2014)
- Republic of Doyle – Serie TV, 1 episodio (2014)
- Hemlock Grove – Serie TV, 1 episodio (2015)
- Dark Matter – Serie TV, 1 episodio (2016)
- Shoot the Messenger – Serie TV, 5 episodi (2016)
- TVOkids Bookaneers – Serie TV, 8 episodi (2016)
- Crawford – Serie TV, 7 episodi (2018)
- Condor – Serie TV, 4 episodi (2018)
- Chiamatemi Anna – Serie TV, 18 episodi (2018-2019)
- Pure – Serie TV, 6 episodi (2019)
- The Comedy Rule – Serie TV, 2 episodi (2020)
- Clarice – Serie TV, 1 episodio (2021)
- Faith Heist – Film TV, regia di J.B. Sugar (2021)

## Doppiatori italiani
Nelle versioni in italiano delle opere in cui ha recitato, Greg Bryk è stato doppiato da:
- Flavio Aquilone in Pompei
- Andrea Oldani in Condor
- Daniele Raffaeli in Chiamatemi Anna